# Superlambanana

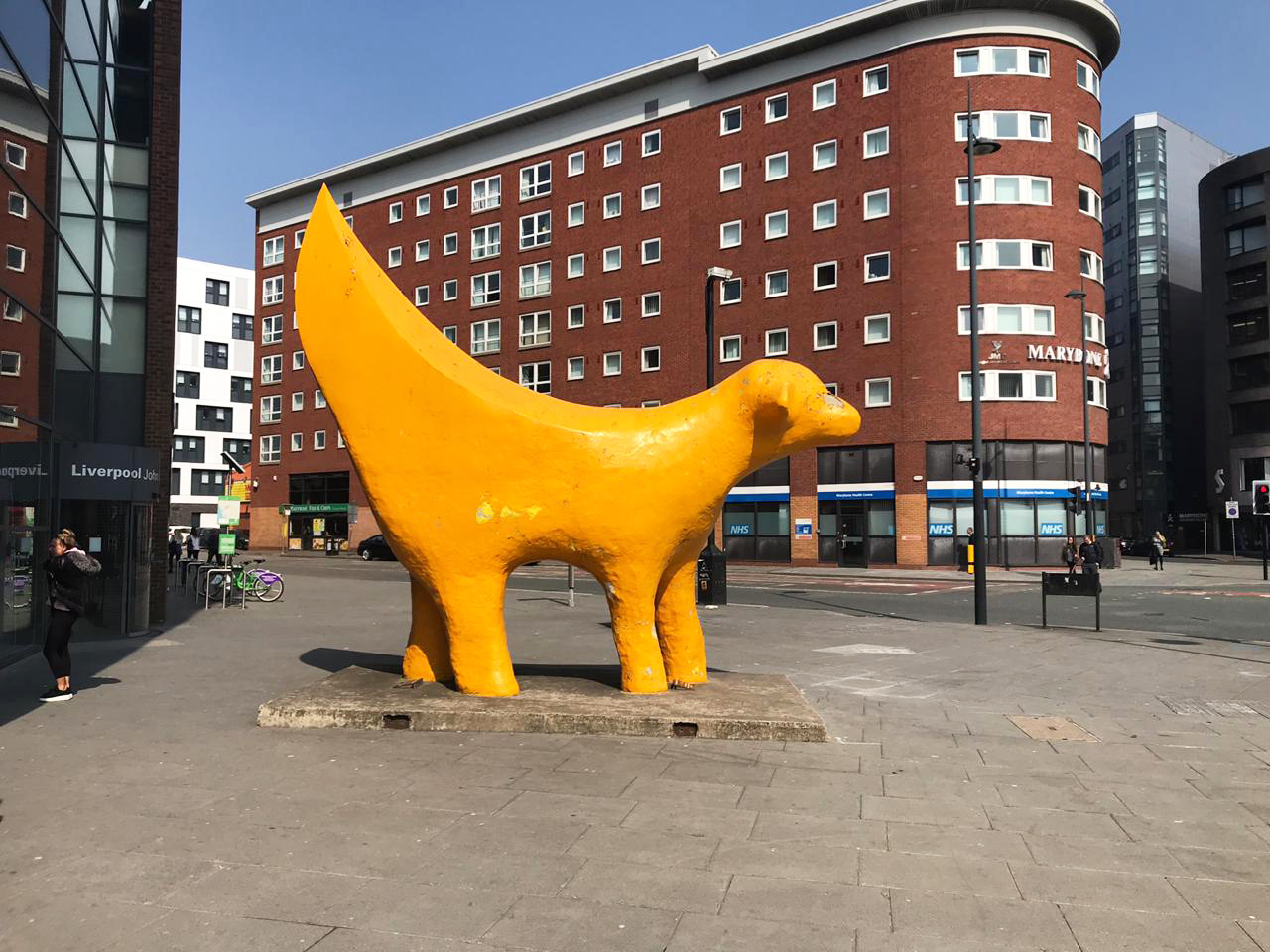
Superlambanana, Liverpool.

Superlambanana es una escultura de color amarillo brillante en Liverpool , Inglaterra. Con un peso de casi 8 toneladas  y una altura de 5,2 metros, está destinado a ser un cruce entre un plátano y un cordero y fue diseñado por el artista japonés con sede en la ciudad de Nueva York Taro Chiezo. Actualmente, se encuentra en Tithebarn Street, fuera de la Biblioteca/Centro de Recursos de Aprendizaje de LJMU Avril Robarts, ya que anteriormente se encontraba en Wapping, cerca del Albert Dock.
El propio Chiezo solo creó un modelo de diez centímetros, mientras que la réplica a tamaño completo fue realizada por los artistas locales Andy Small, Julian Taylor, Tommy Reason y Ray Stokes. Desarrollada para la Exposición ArtTransPennine de 1998, la escultura es un supuesto alegato contra los peligros de la ingeniería genética y está "fuertemente influenciada" por la historia de Liverpool: históricamente, tanto las ovejas como los plátanos eran mercancías habituales en los muelles de la ciudad.
En 2008, como parte de la nominación  de Liverpool como Capital Europea de la Cultura , se crearon 125 réplicas individuales en miniatura. Patrocinado por organizaciones de la comunidad local y empresas de la ciudad, las mini Superlambananas se ubicaron en toda la región de Liverpool y Merseyside. Una escultura, The Highest SuperLambBanana , se ubicó en la cima de Moel Famau , en el norte de Gales , reconociendo los estrechos vínculos que tiene la ciudad con esa región.

## Origen
La escultura fue creada para la Exposición ArtTransPennine en 1998, como parte de una iniciativa para crear un 'corredor de arte' a través del norte de Inglaterra. La contribución de Liverpool, diseñada por el artista japonés Taro Chiezo , fue el Superlambanana que se dio a conocer a la ciudad en la reapertura de la sucursal de Liverpool de la  Tate Gallery . Un comentario irónico sobre los peligros de la ingeniería genética , fue desarrollado con la ciudad específicamente en mente, ya que tanto el plátano como el cordero fueron una  carga muy frecuente en los muelles de Liverpool.  El pensamiento detrás del Superlambanana de Chiezo fue la creación de algo que 'hablaba del futuro del Liverpool de los 90'. Anteriormente había visitado la ciudad y se había inspirado en el conducto de ventilación del túnel de Queensway , en particular el simbolismo de cómo una pieza vital de la ingeniería de 1930 se había incorporado a una "escultura" más amplia (o en este caso, un edificio estéticamente atractivo).  El propio Chiezo hizo solo un modelo de diez centímetros, con cuatro escultores locales: Andy Small, Julian Taylor, Tommy Reason y Ray Stokes, recreándolo en una escala de 50: 1.
Se creó utilizando un marco de malla de alambre que soportaba una carcasa de hormigón y fibra de vidrio  y se desarrolló en la antigua fábrica de Bryant and May Matchworks en el sur de la ciudad a un costo total de £ 35 000.  Al principio, la escultura se consideró controvertida y había escepticismo con respecto a su propósito y valor. Sin embargo, pronto se convirtió en un símbolo popular en la ciudad y en una valiosa obra de arte público.  Al final de la exposición ArtTransPennine, la responsabilidad de la escultura pasó a Liverpool Architecture & Design Trust.